# Comune scelto
Il grado di comune scelto (precedentemente chiamato sottocapo) è il terzo della categoria dei militari di truppa della Marina Militare (codice NATO OR-3).
Superiore a quello di comune di 1ª classe e subordinato al sottocapo di 3ª classe, il grado di sottocapo era quello più alto raggiungibile dopo il compimento del diciottesimo mese di servizio prestato dal personale in ferma breve di 3 anni (VFB), poi sostituita da quella prefissata di 4 anni (VFP4).

## Storia
Il grado è comparso la prima volta nella Regia Marina nel 1873 nelle categorie cannonieri e fuochisti con la denominazione rispettivamente di sottocapo cannoniere e sottocapo fuochista, mentre tra i marinai la denominazione era sottonocchiere. Il grado era omologo al caporal maggiore del Regio Esercito e nel tempo venne conferito alle nuove categorie che si andavano formando. Nel 1908 anche il grado di sottonochhiere venne sostituito con il grado di sottocapo. 
Tra il 1923 e il 1938 venne istituito il grado di funzionante sottocapo intermedio tra il comune di 1ª classe e il sottocapo, che però venne abolito nel 1938.

comune di 1ª classe
funzionante sottocapo
sottocapo (1889)
sottocapo (1936)

L’attuale denominazione di comune scelto è stata introdotta con la legge 5 agosto 2022, n. 119, entrata in vigore il 28 agosto successivo.

### Distintivo di grado

Distintivo di grado per comune scelto

Il distintivo di grado del comune scelto in precedenza chiamato sottocapo è costituito da un gallone e due baffi (o galloncini) rossi. È applicato sulla manica delle uniformi a metà tra spalla e gomito su quelle ordinarie, oppure sulle controspalline delle uniformi di servizio.
Appena al di sopra del grado è applicato anche il distintivo di specialità.
Il grado è omologo a quello di caporale maggiore dell'Esercito Italiano, primo aviere dell'Aeronautica Militare e di Seaman della Marina statunitense. Il codice di equivalenza NATO tra i gradi delle forze armate del Patto è OR-3.

## Corrispondenze con Marine estere

### Canada

Distintivo per
sailor 1st class / matelot de 1^{re} classe
(precedentemente: leading seamen)

Nella Royal Canadian Navy, il grado di leading seaman è esistito fino ad agosto 2020, quando è stato sostituito con il grado di marinaio di 1ª classe (inglese: sailor 1st class; francese: matelot de 1re classe), superiore a marinaio di 2ª classe (inglese: sailor 2nd class; francese: matelot de 2e classe) e inferiore a marinaio capo (inglese: master sailor; francese: matelot chef); tale grado equivale a quello di caporal maggiore (inglese: corporal ; francese: caporal) dell'Esercito e al primo aviere (ing.: corporal; fra.: caporal) dell'aeronautica militare canadese che in ambito NATO sono classificati tutti indistintamente come OR-3.
Come nella Royal Navy, per coloro che ricoprono tale grado è ancora utilizzato il termine "killick", anche se le insegne vecchio stile di un'ancora formata da una pietra racchiusa da pezzi di legno fissati insieme non sono più utilizzate nella Royal Canadian Navy per questo grado.
I marinai di 1ª classe generalmente condividono mensa e alloggi con i marinai di 2ª classe e 3ª classe e con i loro equivalenti dell'esercito e dell'aeronautica: soldati, caporali e caporali capo; La loro mensa a bordo delle navi o nelle installazioni è generalmente chiamata "mensa ranghi inferiori" equivalente ai militari di truppa delle forze armate italiane.

### Stati Uniti
Nella Marina degli Stati Uniti, la posizione di "primo marinaio" (leading seaman o leading rate) è solitamente quella del marinaio più anziano della divisione. L'equivalente grado di "leading rate" è sottufficiale di terza classe (inglese: petty officer third class; abbreviato: PO3), sebbene il "primo marinaio" abbia solo l'autorità di un PO3, ma non il grado. La posizione di "primo marinaio" viene solitamente utilizzata quando un PO3 o PO2 non è in organico.

### Regno Unito
Nrlla Royal Navy il grado corrispondente è Leading rate, che è il grado più alto della truppa, equivalente al grado di caporale dell'esercito. Il grado è stato introdotto con Circolare dell'Ammiragliato n. 121 del 14 giugno 1853.

### Spagna
Nella Armada Española il grado omologo è cabo.

### Russia e Unione Sovietica
Nella Marina russa il grado equiparabile è staršij matros  (in russo:старший матрос; ossia "marinaio scelto") che era stato introdotto nella Marina sovietica nel 1946 ed è stato ereditato dalla Federazione russa nel 1991. Le ex repubbliche sovietiche di Bielorussia e Ucraina hanno un grado simile con la stessa pronuncia, ma con ortografia leggermente diversa: старшы матрос (staršy matros) in Bielorussia e старший матрос (Staršyj matros) in Ucraina. 
Secondo una diversa interpretazione tuttavia il grado di  staršij matros è equiparabile al comune di prima classe della Marina Militare Italiana.

### Germania
Nelle forze armate tedesche il grado equivalente è Obergefreiter comune a Esercito, Aeronautica e Marina.

### Riferimenti normativi
- Decreto legislativo 15 marzo 2010, n. 66, in materia di "Codice dell'ordinamento militare" aggiornato.
- Decreto del presidente della Repubblica 15 marzo 2010, n. 90, in materia di "Testo unico delle disposizioni regolamentari in materia di ordinamento militare" aggiornato.
- NATO, APersP-01. NATO Codes for Grades of Military Personnel. Edition A, Version 3 [APersP-01. Codici per i gradi del personale militare della NATO, edizione A, versione 3], in STANAG 2116, Bruxelles, NATO Standardization Office, 16 giugno 2022.

### Testi
- Riccardo Busetto, Il dizionario militare: dizionario enciclopedico del lessico militare, Bologna, Zanichelli, 2004, ISBN 978-88-08-08937-3.